# Anticlea sachalinensis
Anticlea sachalinensis là một loài thực vật có hoa trong họ Melanthiaceae. Loài này được (F.Schmidt) Zomlefer & Judd mô tả khoa học đầu tiên năm 2002.